# NGC 4821
NGC 4821 ist eine 14,5 mag helle Elliptische Galaxie vom Hubble-Typ E4 im Sternbild Haar der Berenike am Nordsternhimmel. Sie ist schätzungsweise 316 Millionen Lichtjahre von der Milchstraße entfernt und hat einen Durchmesser von etwa 45.000 Lichtjahren.  Gemeinsam mit NGC 4819 bildet sie das Galaxienpaar Holm 490 und gilt als Mitglied des Coma-Galaxienhaufens Abell 1656.
Das Objekt wurde am 6. April 1864 von Heinrich Louis d’Arrest entdeckt.